# Hermann II. (Münster)

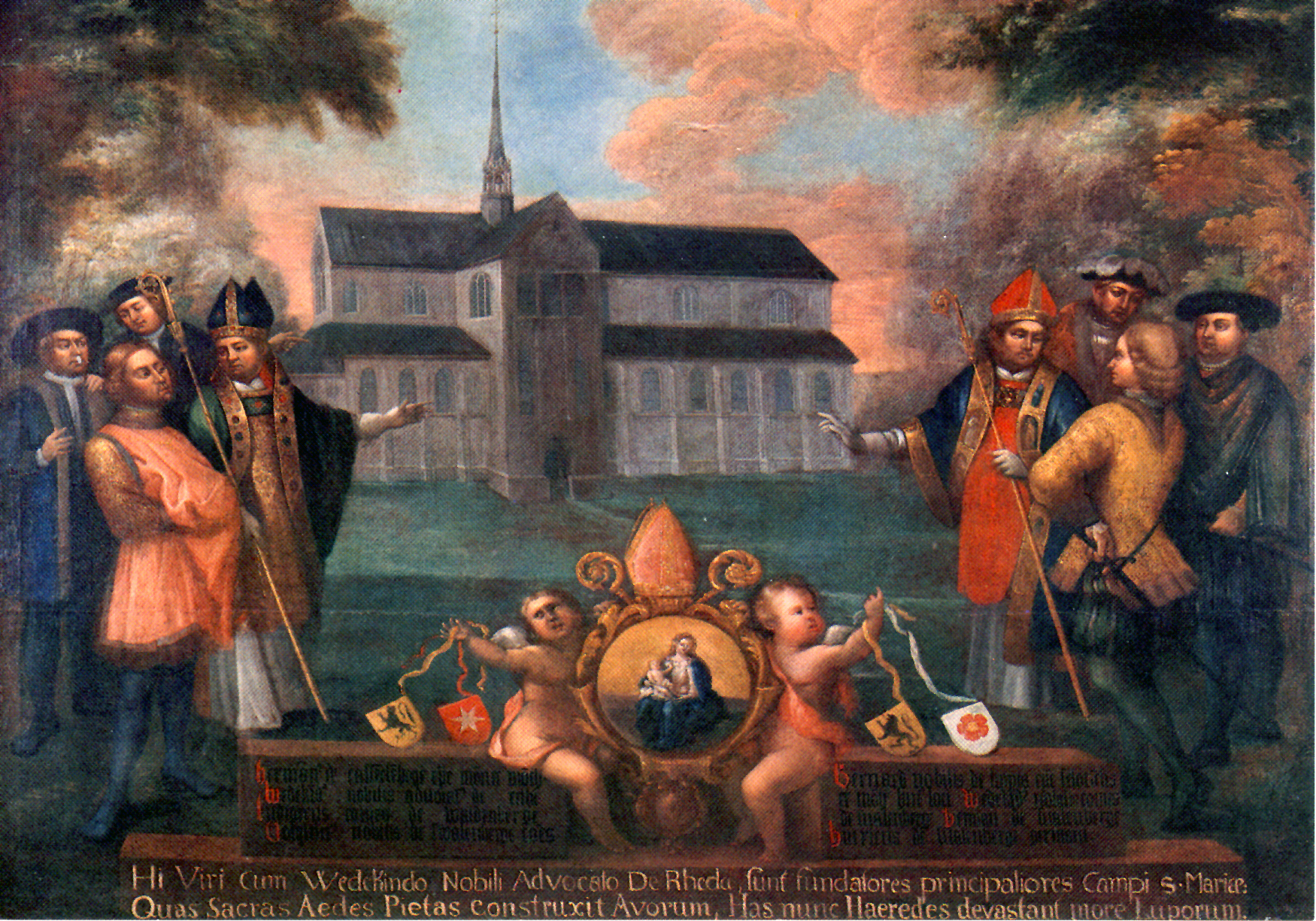
Fürstbischof Hermann (vierter von links) zusammen mit den anderen Stiftern des Klosters Marienfeld

Hermann II. von Münster, auch Hermann von Katzenelnbogen (* 1130 oder 1140; † 9. Juni 1203) war von 1174 bis 1203 24. Bischof von Münster und wird der erste Fürstbischof von Münster genannt. Er stammt aus dem Adelsgeschlecht der Grafen von Katzenelnbogen. Begraben ist er im Chorraum des Klosters Marienfeld, dessen Grundstein er selbst legte.

## Leben
Als Hermann II. Domkanoniker in Würzburg war, verstarb der Münsteraner Bischof Ludwig I. von Wippra am 26. Dezember 1173. Kaiser Friedrich I. Barbarossa bestimmte Hermann II. zum Nachfolger des Bischofs.

### Kreuzzug
Zur Vorbereitung des Dritten Kreuzzuges sandte Kaiser Friedrich I. Barbarossa eine Gesandtschaft unter der Führung Hermann II. zum Kaiser Isaak II. Angelos in Konstantinopel. 1189 bis 1192 nahm Hermann II. dann selbst am Kreuzzug teil und gehörte zum engeren Kreis des Kaisers. Der Edelherr Widukind von Rheda, ebenfalls einer der Gründer Marienfelds, nahm auch an diesem Kreuzzug teil und fiel bei der Erstürmung von Akkon. Es ist nicht auszuschließen, dass es der Bischof Hermann II. war, der die sterblichen Überreste des Edelherrn nach Deutschland zurückbringen ließ. Im Gefolge des Bischofs nahmen, angeführt vom Edelherrn Rudolf II. von Steinfurt, auch seine anderen Vasallen sowie Johanniter am Dritten Kreuzzug teil.

### Tod und Begräbnis
Hermann der II. gab wahrscheinlich noch vor der Jahrhundertwende seine vielfältigen Ämter und Tätigkeiten in Münster auf und zog sich nach Marienfeld zurück. 1203 starb er als einfacher Mönch und ließ sich in Marienfeld bestatten. Für den Konvent war dies eine große Geste. Daher wurde er im Chorraum beigesetzt, den Blick zum Hochaltar gewandt. Später wurde ein Grabmal hinzugefügt, das sich inzwischen nicht mehr an der ursprünglichen Stelle befindet.
Seine Grabinschrift lautet:

Nobilis hic praesul de sede sua iacet exul

propter te, Christe, pro te sua qui dedit et se.

Hic primum templi lapidem iacens iacet isti

subiectus lapidi, templi lapis ipse superni

Vivus et electus sit sacris sedibus aptus

et sibi iungat eum lapis utraque qui facit unum.

Obiit in die Medardi episcopi

Übersetzung:

Hier liegt ein edler Bischof fern von seinem [Bischofs-]Sitz,

der um Deinetwillen, Christus, für Dich gab Seines [=seinen Besitz] und Sich

Hier den ersten Stein des Tempels legend, liegt er unter diesem

Stein, er sei selbst ein lebendiger und erwählter Stein jenes höheren [=himmlischen] Tempels,

der heiligen Sitze würdig und vereine sich mit jenem Stein,

der beiden Steine eint [=Christus].

Er starb am Feste des Bischofs Medardus.

## Leistungen
Hermann II. ist als erster im Besitz des Münzrechts und so wurden seit 1180 unter ihm in Münster Münzen für das ganze Bistum geschlagen.
Am 1. November 1185 legte Hermann II. den Grundstein des Zisterzienserklosters in Marienfeld. Auf der Reise dorthin feierte der Bischof eine heilige Messe in Freckenhorst. Dabei wurden ihm 1600 Mark für das neue Kloster geopfert.
Er schenkte dem Kloster neben diesem Geld auch die Kirche des Kirchspiels Wadenhart, den Zehnten zu Erthborch, den Zehnten eines Erbes zu Meppedeslo, zu Rehe und zu Gropenloh und 1186 die Margarethenkapelle zu Isselhorst.
Damit Marienfeld in den Ordensverband aufgenommen wurde, hatte sich Hermann II. an das Generalkapitel des Zisterzienserordens gewandt. Er stattete Marienfeld mit Rechten aus, die den Bestand des Klosters bis zur Aufhebung 1803 sicherten. Dieses Kloster stand unter dem besonderen Schutz Hermanns II. und markierte die Grenzen der Diözesen Münster, Osnabrück und Paderborn.
Hermann II. nahm 1186 an der Konsekration der Klosterkirche des Zisterzienserklosters Eberbach teil. Die Grafen von Katzenelnbogen hatten viel zum Aufbau dieses Klosters beigetragen.
Um 1200 verlieh Hermann II. Coesfeld und Warendorf die Stadtrechte.

## Werke
Von Bischof Hermann II. gingen einige Stadtgründungen aus (etwa Coesfeld, Nienborg,  Warendorf, Beckum, Ahlen und Dülmen). An seinem Bischofssitz Münster gründete er die Pfarreien St. Ludgeri, St. Martini, St. Aegidii und St. Servatii und als Vorbereitung für die Stadtgründung St. Jakobi in Coesfeld. Die Pfarreinteilung in Münster und der Bau der dortigen Befestigungsmauern gehen auf ihn zurück. An den Dom ließ er das westliche Querschiff anbauen.

## Darstellungen des Bischofs
Neben der Darstellung auf seiner Grabplatte in der Klosterkirche Marienfeld, die jedoch im unteren Drittel abgetragen ist, befindet sich im früheren Rathaus-Festsaal zu Münster ein Doppelgemälde von Mosler. Es zeigt links den Fürstbischof Hermann II. und rechts Johann Niesing.